# Until Dawn
Until Dawn là một trò chơi điện tử thuộc thể loại lựa chọn tương tác kinh dị sinh tồn được phát triển bởi Supermassive Games (Anh Quốc) và phát hành bởi Sony Computer Entertainment độc quyền cho hệ máy PlayStation 4, ra mắt toàn cầu vào cuối tháng 8 năm 2015.

## Lối chơi
Lối chơi của Until Dawn là sự kết hợp của điều khiển nhân vật ở góc nhìn thứ ba, đưa ra những lựa chọn trong những bối cảnh khác nhau, và bấm phím nhanh (Quick time event hay QTE). Mỗi lựa chọn của người chơi sẽ dẫn đến cốt truyện sau đó hoàn toàn rẽ sang một hướng khác, cơ chế này trong game được gọi là "Hiệu ứng bươm bướm". Có một số quyết định mà người chơi có thể suy luận ra được là cái nào tốt hơn dựa vào bối cảnh lúc đó. Ví dụ như nếu nhân vật Jess sống sót được sau khi bị bắt đi và rơi xuống hầm mỏ thì tình trạng của cô lúc đó rất tệ, thậm chí đi còn không vững, vậy nên sau đó trong khi bị truy đuổi nếu người chơi chọn tiếp tục chạy thay vì ẩn nấp thì cô chắc chắn sẽ bị chết.
Trong suốt chiều dài của trò chơi, người chơi sẽ được điều khiển tất cả các nhân vật ngoại trừ Hannah. Trên đường đi, người chơi có thể tìm thấy các vật tổ (totem) giúp người chơi đưa ra những quyết định sáng suốt hơn.

## Cốt truyện
Bối cảnh của trò chơi đặt tại tổ hợp khu nghỉ dưỡng cũ có tên là Blackwood Pines nằm trên Núi Washington thuộc khối gia sản của dòng họ Washington, ngoài ra tại khu vực này còn có một hầm mỏ bị bỏ hoang từ lâu sau một tai nạn. Vào ngày 2/2/2014, hai chị em sinh đôi nhà Washington là Hannah và Beth, cùng em trai Joshua "Josh" và hội bạn của họ bao gồm Samantha "Sam" Giddings, Christopher "Chris" Hartley, Micheal "Mike" Munroe, Emily "Em" David, Ashley "Ash" Brown, Jessica "Jess" Riley, và Matthew "Matt" Taylor tụ họp với nhau ở đây cho ngày lễ nghỉ đông thường niên của họ. Ngoài ra còn có một người đàn ông bí ẩn theo dõi họ từ bên ngoài. Biết được Hannah thầm yêu Mike, nhóm Mike, Em, Jess, Ash, và Matt đã bày ra một trò đùa quái ác khiến Hannah cảm thẩy tổn thương. Cô bật khóc và chạy ra khỏi nhà, Beth liền đuổi theo. Khi Beth tìm thấy được Hannah thì đồng thời họ cũng bị một thứ gì đó truy đuổi khiến họ bị rơi xuống vách đá. Người đàn ông bí ẩn cố gắng cứu họ nhưng kết cục cả hai vẫn bị rơi xuống chân núi. Sau đó cảnh sát đã mở những cuộc tìm kiếm nhưng không hề tìm thấy dấu vết của họ.
Tròn một năm sau, Josh vẫn tiếp tục mời hội bạn đến Blackwood Pines. Lúc này Mike và Em đã chia tay, Mike chuyển sang cặp với Jess còn Em cặp với Matt. Sau khi có mặt đầy đủ tại khu nhà chính, họ tách ra thành những nhóm nhỏ để làm những việc riêng. Mike và Jess đi kiểm tra cabin khách, Em và Matt quay trở lại khu ga cáp treo để lấy hành lý họ bỏ quên, tại khu nhà chính thì Sam tắm một mình ở trên lầu còn Josh, Chris, và Ash ở tầng dưới. Trên đường trở về từ cabin khách đến nhà chính, Jess bị một thứ bí ẩn bắt đi, Mike liền chạy theo để cứu cô. Dựa vào những lựa chọn trên đường đi cứu Jess của người chơi đối với Mike, Jess có thể bị chết hoặc không. Tuy nhiên dù số phận của cô như thế nào thì cô cũng sẽ bị rớt xuống sâu trong hầm mỏ ngay trước mặt Mike (vì thế tuy có thể Jess còn sống nhưng Mike cho rằng cô đã chết). Ngay sau đó Mike phát hiện ra người đàn ông bí ẩn đang quan sát anh từ xa, anh lập tức đuổi theo người đó vì cho rằng hắn ta là thủ phạm đứng sau cái chết của Jess. Cuộc truy đuổi dẫn Mike đến một viện điều dưỡng bỏ hoang (cũng thuộc khu tổ hợp nghỉ dưỡng này), ở đây anh tìm thấy những thông tin về vụ tai nạn hầm mỏ ở đây năm 1952, khiến rất nhiều thợ mỏ bị mắc kẹt dưới hang động. Sau khi mất dấu kẻ bí ẩn, Mike đành phải tìm đường trở lại khu nhà chính.
Cùng lúc đó ở nhà chính, Chris, Ash, và Josh bị một kẻ lạ mặt đeo mặt nạ tấn công. Hắn đánh Chris bất tỉnh và bắt Ash và Josh đi. Tỉnh dậy, Chris ngay lập tức đi tìm hai người bạn và cuối cùng tìm thấy họ đang bị trói trong một căn nhà hoang. Ở giữa có một lưỡi cưa đang từ từ tiến vào hai người và kẻ đeo mặt nạ buộc Chris phải lựa chọn cứu Ash hoặc Josh. Tuy nhiên dù lựa chọn như thế nào, người chết vẫn sẽ là Josh. Sau đó Chris và Ash gặp lại cặp Em - Matt đang trên đường đi về, sau khi nghe xong câu chuyện từ họ, Em quyết định sẽ phải đi đến tháp phát thanh để gọi trợ giúp. Họ tách ra khi Chris - Ash đi về khu nhà chính tìm Sam, còn Emily - Matt chạy đến tháp phát thanh. Trong lúc đó, Sam đang tắm thì bỗng nhiên nghe thấy tiếng động bên ngoài và ai đó đã lấy mất quần áo của mình. Nghĩ rằng hội bạn đang bày trò nên cô quấn khăn tắm đi ra ngoài. Tuy nhiên cô ngay lập tức bị kẻ đeo mặt nạ tấn công, tùy thuộc vào lựa chọn của người chơi và những hệ quả từ những lựa chọn trước đó, Sam có thể bị kẻ đeo mặt nạ chụp thuốc mê hoặc chạy trốn được. Chris và Ash quay trở lại thì không thấy Sam nên họ liền đi tìm cô, trên đường họ tìm được những thước phim từ một năm trước, lúc hội bạn bày trò đùa quái ác với Hannah, và nhiều thứ khác gợi nhớ đến vụ đó. Cuối cùng Chris và Ash bị kẻ đeo mặt nạ đánh thuốc mê. Lúc tỉnh dậy, cả hai kinh hoàng khi thấy mình bị đang bị trói, phía trên có hai lưỡi cưa đang từ từ đi xuống. Trên tay Chris lúc đó có một khẩu súng và kẻ đeo mặt nạ buộc anh phải chọn bắn chính mình hoặc bắn Ash, người còn lại sẽ được sống. Tuy nhiên dù lựa chọn như thế nào thì cả hai cũng sẽ không chết vì đó là khẩu súng giả. Về phía Sam thì cô sau đó hội ngộ với Mike (nếu Sam bị bắt thì Mike sẽ là người cứu cô), họ tìm thấy Chris và Ash đang bị trói đúng lúc kẻ đeo mặt nạ bước ra và lộ diện. Đó là Josh (có triệu chứng tầm thần bất ổn), Josh cho rằng hội bạn cần phải có trách nhiệm cho sự mất tích của hai chị gái của mình và bày ra những trò này để trả đũa họ (tuy nhiên có vẻ Josh chỉ muốn hù dọa chứ không có ý định giết người). Mike ngay lập tức cho rằng Josh chính là thủ phạm giết Jess nhưng Josh hoàn toàn phủ nhận điều này. Mike và Chris quyết định trói Josh trong nhà kho.
Trong lúc đó, Emily và Matt đã gọi điện cầu cứu được cảnh sát. Tuy nhiên họ bị một sinh vật bí ẩn tấn công, tháp phát thanh bị đổ và hai người bị chia tách và đều bị lạc trong hầm mỏ. Trên đường lần mò tìm lối thoát, cả hai tiếp tục đụng độ những sinh vật đó, tùy thuộc vào những lựa chọn của người chơi và hệ quả của những lựa chọn trước đó, họ có thể sống sót hoặc không. Trên đường, Emily sẽ đi qua khu vực Beth và Hannah bị rơi xuống một năm trước, cô tìm thấy những bằng chứng cho thấy Hannah đã không chết ngay sau khi bị rơi xuống, đồng thời cô cũng tìm thấy đầu của Beth. Sau đó, cô đụng độ người đàn ông bí ẩn, ông ta đã giúp Em thoát khỏi sự truy đuổi của sinh vật kỳ dị kia. Nếu cuối cùng Em không chết, cô sẽ chạy về được nhà chính hội ngộ với những người khác (trong quá trình chạy trốn Emily có thể bị sinh vật kia cắn). Sau đó người đàn ông bí ẩn kia cũng tìm được hội bạn ở khu nhà chính, và ông ta đã tiết lộ bí mật kinh hoàng của khu hầm mỏ bỏ hoang này. Trong vùng núi Washington bị nguyền rủa từ xa xưa này tồn tại những linh hồn quỷ dữ, chúng sẽ nhập vào bất kỳ ai có hành động "ăn thịt đồng loại", biến họ thành "Wendigo", một loại sinh vật gớm ghiếc luôn đi săn người từ chập tối cho đến khi bình minh. Những công nhân bị mắc kẹt trong vụ tai nạn hầm mỏ trước đây đã buộc phải ăn thịt đồng nghiệp của mình để sống sót, và họ bị biến thành Wendigo. Lúc này Mike mới rùng mình biết được thứ gì đã bắt Jess đi, còn Chris chợt nhớ ra là Josh vẫn bị trói trong nhà kho. Anh cùng người đàn ông bí ẩn đi đến đó để cứu Josh nhưng Josh đã biến mất. Họ đụng độ một Wendigo và người đàn ông bí ẩn bị giết còn Chris cố gắng chạy về nhà chính. Trong lúc chạy trốn, tùy thuộc vào lựa chọn của người chơi và hệ quả từ những lựa chọn trước đó, Chris có thể bị chết hoặc không (chỉ bị thương). Tại khu nhà chính, nếu Em bị Wendigo cắn trước đây thì Ash là người phát hiện ra, hội bạn trở nên hoảng loạn vì cho rằng Emily có thể bị biến thành Wendigo (trừ Sam người cố bảo vệ Em). Trong cơn bấn loạn Mike rút súng ra đe dọa Em, tùy thuộc vào lựa chọn người chơi mà Mike có thể bắn chết Em hoặc không. Dù lựa chọn thế nào thì Mike sau đó cũng sẽ quyết định một mình quay lại hầm mỏ để tìm Josh, vì Josh là người duy nhất có chìa khóa để mở cửa ra cáp treo đi xuống núi.
Hội bạn tìm được những ghi chép của người đàn ông và biết được những thông tin quan trọng về Wendigo và họ quyết định đuổi theo báo cho Mike biết. Trên đường đi tùy thuộc vào lựa chọn người chơi mà Ashley và Chris có thể bị chết hoặc không. Do Chris bị thương nên Sam nói với hội bạn quay về nhà chính còn cô sẽ đi tìm Mike. Sam và Mike gặp lại nhau và trên đường đi tìm Josh họ có thể tìm được cuốn nhật ký của Hannah, qua đó họ phát hiện ra Beth đã chết sau khi bị rơi xuống còn Hannah bị gãy chân, cô đã phải ăn thịt Beth để tồn tại, và biến thành một Wendigo. Sam và Mike cuối cùng cũng tìm được Josh trong tình trạng hoang tưởng (Josh bị ám ảnh bởi sự mất tích của hai chị gái đồng thời cũng bị ám ảnh bởi bác sĩ tâm lý của anh là Dr. Hill), nhưng sau khi gặp lại hai người Josh dần bình tĩnh trở lại. Mike giúp Sam trèo lên vách đá để cô có thể về khu nhà chính nhanh hơn cứu hội bạn, còn Mike dẫn Josh men theo con đường cũ. Tuy nhiên trên đường đi Josh có thể bị Wendigo Hannah bắt đi hoặc giết (Josh bị bắt đi nếu trước đó Sam và Mike tìm được cuốn nhật ký của Hannah). Trong khi đó tại một địa điểm khác trong hầm mỏ, nếu cả Matt và Jess còn sống trước đó thì họ sẽ gặp lại nhau, và tiếp tục bị truy đuổi bởi Wendigo, tùy thuộc vào lựa chọn của người chơi thì họ có thể sống sót hoặc không. Mike và Sam cuối cùng cũng quay trở lại được khu nhà chính hội ngộ cùng Ash, Em, và Chris (nếu họ còn sống). Đây cũng là lúc họ đụng độ Wendigo Hannah cùng hai Wendigo khác. Mike nảy ra ý định sẽ cho nổ tung nhà chính khi thấy khí ga bị rò rỉ, Sam nhanh chóng hiểu ý định này và phối hợp cùng Mike. Tuy nhiên, tùy thuộc vào lựa chọn của người chơi, cả hội bạn có thể sống sót hết hoặc tất cả đều chết trong vụ nổ. Đó cũng là lúc trời hừng sáng và máy báy trực thăng cứu hộ vừa đến.

### Kết thúc
Hai người chắc chắn sống sót đến màn cuối (trước vụ nổ) của trò chơi là Sam và Mike, những người còn lại đều có thể bị chết trước đó tùy thuộc vào các quyết định của người chơi. Nếu có một người duy nhất sống sót thì người đó chỉ có thể là Mike hoặc Sam. Hoặc ai khác tuỳ theo lựa chọn của người chơi. Trong đoạn giới thiệu cuối game (credits), cảnh sát sẽ lấy lời khai của những người sống sót. Trong trường hợp Josh bị Wendigo Hannah bắt đi, sau đoạn giới thiệu hết sẽ có một đoạn phim hai viên cảnh sát xuống điều tra hầm mỏ và tìm thấy Josh, đang trong tình trạng biến thành Wendigo, và tấn công họ.

## Diễn viên lồng tiếng[4]
| Samantha                          | Hayden Panettiere    | Hayden Panettiere    | Hayden Panettiere    |
| Micheal                           | Brett Dalton         | Brett Dalton         | Brett Dalton         |
| Joshua                            | Rami Malek           | Rami Malek           | Rami Malek           |
| Dr. Hill (bác sĩ tâm lý của Josh) | Peter Stormare       | Peter Stormare       | Peter Stormare       |
| Christopher                       | Noah Fleiss          | Noah Fleiss          | Noah Fleiss          |
| Emily                             | Nichole Bloom        | Nichole Bloom        | Nichole Bloom        |
| Ashley                            | Galadriel Stineman   | Galadriel Stineman   | Galadriel Stineman   |
| Jessica                           | Meaghan Jette Martin | Meaghan Jette Martin | Meaghan Jette Martin |
| Matthew                           | Jordan Fisher        | Jordan Fisher        | Jordan Fisher        |
| Hannah và Beth                    | Ella Lentini         | Ella Lentini         | Ella Lentini         |
| Người đàn ông bí ẩn               | Larry Fessenden      | Larry Fessenden      | Larry Fessenden      |

## Đánh giá & tiếp nhận

### Giải thưởng
| Năm  | Giải thưởng                                    | Hạng Mục                     | Đề Cử                       | Kết Quả      | TK            |
| ---- | ---------------------------------------------- | ---------------------------- | --------------------------- | ------------ | ------------- |
| 2015 | Golden Joystick Awards                         | Game PlayStation Của Năm     | Until Dawn                  | Đề cử        | [ 17 ]        |
| 2015 | Global Game Awards                             | Game Kinh Dị xuất sắc nhất   | Until Dawn                  | Đoạt giải    | [ 18 ]        |
| 2015 | Global Game Awards                             | Game Gốc xuất sắc nhất       | Until Dawn                  | Thứ Ba       | [ 18 ]        |
| 2015 | The Game Awards                                | Dẫn Truyện xuất sắc nhất     | Until Dawn                  | Đề cử        | [ 19 ]        |
| 2016 | New Statesmen's Top 10 Video Games of 2015     | Game xuất sắc nhất           | Until Dawn                  | Thứ Bảy      | [ 20 ]        |
| 2016 | Hardcore Gamer's Best of 2015                  | Game Phiêu Lưu xuất sắc nhất | Until Dawn                  | Về Nhì       | [ 21 ]        |
| 2016 | PlayStation Blog's Best of 2015                | Game PS4 xuất sắc nhất       | Until Dawn                  | Đề cử        | [ 22 ] [ 23 ] |
| 2016 | PlayStation Blog's Best of 2015                | Cốt Truyện xuất sắc nhất     | Until Dawn                  | Về Nhì       | [ 22 ] [ 23 ] |
| 2016 | SXSW Gaming Awards                             | Thành Tựu Kỹ thuật Xuất Sắc  | Until Dawn                  | Đề cử        | [ 24 ] [ 25 ] |
| 2016 | National Academy of Video Game Trade Reviewers | Vai Phụ xuất sắc nhất        | Brett Dalton trong vai Mike | Chưa công bố | [ 26 ]        |
| 2016 | National Academy of Video Game Trade Reviewers | Âm Thanh                     | Until Dawn                  | Chưa công bố | [ 26 ]        |
| 2016 | British Academy Games Awards                   | Giải Game Anh Quốc           | Until Dawn                  | Đề cử        | [ 27 ]        |
| 2016 | British Academy Games Awards                   | Giải Đổi Mới                 | Until Dawn                  | Đề cử        | [ 27 ]        |
| 2016 | British Academy Games Awards                   | Giải Tài Sản Gốc             | Until Dawn                  | Đoạt giải    | [ 27 ]        |
| 2016 | British Academy Games Awards                   | Giải Cốt Truyện              | Until Dawn                  | Đề cử        | [ 27 ]        |